# Golddistel
Die Golddistel (Carlina vulgaris), auch Gemeine Eberwurz oder Kleine Eberwurz und Gemeine Wetterdistel genannt, ist eine Pflanzenart aus der Gattung Eberwurzen (Carlina) innerhalb der Familie der Korbblütler (Asteraceae).

## Beschreibung

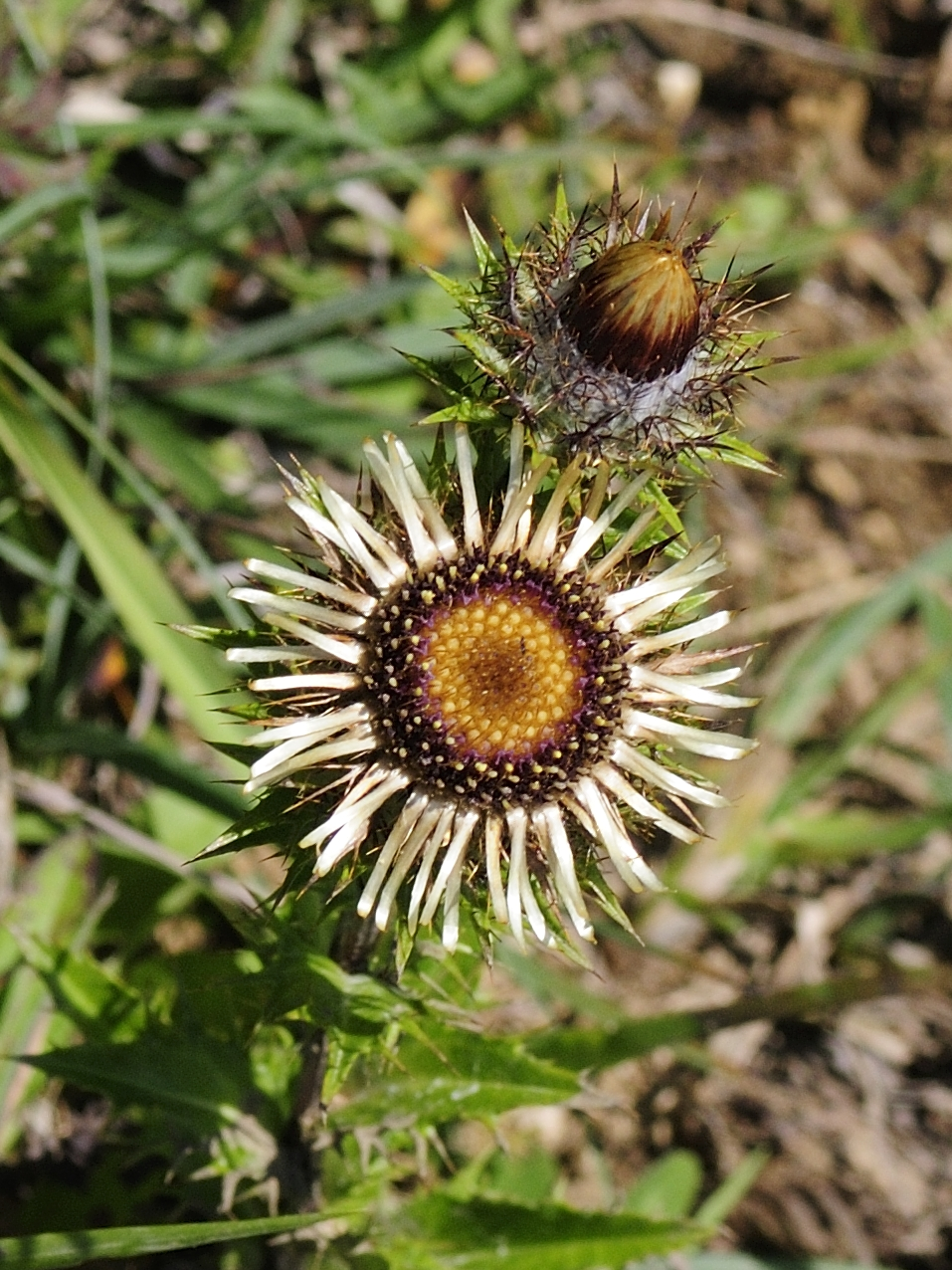
Blütenkorb

### Vegetative Merkmale
Die Golddistel ist eine ausdauernde krautige Pflanze und erreicht Wuchshöhen von 15 bis 60 Zentimetern. Die Stängel sind steif aufrecht, unverzweigt oder im oberen Bereich verzweigt.
Die Laubblätter sind fiederlappig bis fiederschnittig und stachelig gezähnt. Die Blattunterseite ist anfangs spinnwebig-wollig behaart und später verkahlend. Die Stängelblätter sind länglich-eiförmig mit spitzem oberen Ende und mit breit-gerundetem oder stängelumfasendem Grund sitzend. Die obersten Stängelblätter gehen in die langdornig bewimperten lanzettlichen Hüllblätter über.

### Generative Merkmale
Die Blütezeit liegt im Hochsommer. Der traubige bis rispige Gesamtblütenstand enthälten selten nur einen, meist bis zu drei körbchenförmige Blütenstände ausbilden. Im Gegensatz zur Silberdistel sind ihre Blütenkörbe bei einem Durchmesser von 1,5 bis 2,5 Zentimeter wesentlich kleiner. Die häutigen inneren Hüllblätter sind schmal-linealisch, länger als alle anderen und trüb-weiß bis zitronen-gelb glänzend (daher auch der Trivialname Golddistel). Die äußeren Hüllblätter sind laubblattartig, lanzettlich, dornig gezähnt; die mittleren Hüllblätter sind kammförmig dornig-gezähnt. Bereits zur Blütezeit sind die trockenhäutigen Hüllblätter abgestorben und verbleiben dauerhaft am Pflanzenexemplar. Die Spreublätter sind borstlich zerschlitzt und länger als die Röhrenblüten. In jedem Blütenkorb befinden sich viele gelbliche und am oberen Ende purpurfarbene Röhrenblüten.
Die Achänen sind 2 bis 4 Millimeter lang, dicht seidig rostfarben behaart. Ihr Pappus ist in federige Borsten „zerschlitzt“ und zwei- bis dreimal so lang wie die Frucht.

### Chromosomensatz
Die Chromosomengrundzahl beträgt x = 10; es liegt Diploidie vor mit einer Chromosomenzahl von 2n = 20.

## Ökologie
Die Golddistel ist eine der wenigen Pflanzenarten, die aufgrund ihres steifen, skleromorphen (austrocknungstoleranten) Stängels bis weit in das Frühjahr hinein aufrecht stehen bleiben. Die inneren Hüllblätter reagieren auf Luftfeuchtigkeit. Bei feuchtem Wetter krümmen sie sich nach oben und schützen die Röhrenblüten vor Regen. Bei trockenem Wetter und Sonnenschein breiten sie sich wieder aus.
Blütenbesucher sind Apiden, Sphegiden, Schwebfliegen und Falter.
Die Golddistel ist Wirtspflanze für die Pilzarten auf den Stängeln Leptosphaeria ogilviensis, Ophiobolus acuminatus und Pleosporia vulgaris; auf den Blättern Mycosphaerella affinis, Mycosphaerella carlinae und Sphaerotheca humuli.

## Vorkommen
Die Golddistel ist in Europa und Asien (Russland) verbreitet.
Sie gedeiht auf trockenen, nährstoffarmen Magerrasen, Hügeln und Gebirgswiesen, besonders auf Kalkboden. Hier behauptet sie sich gegen schnellwüchsige Konkurrenten. Die Golddistel verschwindet aber, wenn die Magerrasen öfter im Jahr gemäht werden. Die Golddistel gedeiht auf sommerwarmen, mäßig trockenen, basenreichen, mehr oder weniger humosen, mittel- bis tiefgründigen Ton- und Lehmböden. Sie ist eine Charakterart des Verbands Mesobromion, kommt aber auch in anderen Pflanzengesellschaften der Klasse Festuco-Brometea oder der Verbände Erico-Pinion oder Violion vor. In den Allgäuer Alpen steigt sie in Bayern an der Höfats bis zu einer Höhenlage von 1700 Metern auf.
Die ökologischen Zeigerwerte nach Landolt et al. 2010 sind in der Schweiz: Feuchtezahl F = 2w (mäßig trocken aber mäßig wechselnd), Lichtzahl L = 4 (hell), Reaktionszahl R = 4 (neutral bis basisch), Temperaturzahl T = 3+ (unter-montan und ober-kollin), Nährstoffzahl N = 3 (mäßig nährstoffarm bis mäßig nährstoffreich), Kontinentalitätszahl K = 3 (subozeanisch bis subkontinental).

## Trivialnamen
Für die Golddistel bestehen bzw. bestanden, zum Teil auch nur regional, auch die weiteren deutschsprachigen Trivialnamen: Dreidistel, Feldsafran, Satkraut, Schönhärle (Schlesien), Sodkraut (Württemberg), wilde Stichwurz (Ostpreußen) und Sewdistel. Lateinisch wurde die „schwarze“ Goldistel ebenso wie die „weiße“ Silberdistel als Cameleonta bezeichnet.